# 관현악곡
관현악곡은 관악기(목관악기, 금관악기), 현악기와 타악기로 구성된 오케스트라(관현악단)에 의해 연주 되는 곡을 말한다

## 개요
관현악곡의 주요 분야는 다음과 같다.
- 교향곡
- 협주곡
- 서곡, 연주회용 서곡, 극 부수 음악, 교향시
- 무곡, 모음곡, 빈 왈츠

그러나 이들 중 교향곡과 협주곡을 제외한 것을 지칭하여 사용되는 경우가 많다. 또한 이러한 분야의 중간적인 존재의 작품도 있다. 이들 작품은 전용 공연홀의 무대에서 연주되는 것이 통례이지만, 교회의 성당과 야외 특설 무대 등에서 연주되는 사례도 있다.
오페라, 발레, 연극 등의 반주로서도 관현악을 이용할 수 있지만, 이것들은 관현악곡이라고 불리지는 않는다. 단, 오페라, 발레, 연극 등의 음악을 발췌해서 관현악만의 공연용으로 정리한 모음곡 등은 관현악곡이라고 불린다.
어느 쪽의 경우도, 지휘자를 이용하는 것이 보통이다.

### 내용주
1. ↑   이 경우, 관현악단은 무대로부터 한층 내려간 오케스트라 피트라고 불리는 장소에서 연주한다.

## 같이 보기
- 오케스트레이션
- 관현악 모음곡
- 클래식 음악